# نادي روستوف
نادي روستوف لكرة القدم (بالروسية: Футбольный клуб Ростов) نادي كرة قدم روسي يقع في مدينة روستوف-نا-دونو، روستوف أوبلاست. يشارك في الدوري الممتاز وملعبه الرئيسي هو أوليمب-2.

## روابط خارجية
- الموقع الرسمي